# Mosquer cuanegre
El mosquer cuanegre (Myiobius atricaudus) és una espècie d'ocell de la família dels titírids (Tityridae). Es troba al continent americà, des del sud d'Amèrica Central fins al centre d'Amèrica del Sud. Habita tota mena de selves i matollars tropicals i subtropicals, tant secs com humits, preferint la proximitat d'aigua. El seu estat de conservació es considera de risc mínim, tot i que la seva població s'ha estimat que està decreixent.